# Pleopeltis guttata
Pleopeltis guttata är en stensöteväxtart som först beskrevs av William Ralph Maxon, och fick sitt nu gällande namn av E.G.Andrews och Windham. Pleopeltis guttata ingår i släktet Pleopeltis och familjen Polypodiaceae. Inga underarter finns listade.